# 恵那市立恵那西中学校
恵那市立恵那西中学校（えなしりつ えなにしちゅうがっこう）とは、岐阜県恵那市にある公立中学校。

## 沿革
現在の恵那西中学校は1979年（昭和54年）に、従来の恵那西中学校と武並中学校、三郷中学校を統合した中学校である。ここでは旧来の恵那西中学校を恵那西中学校〈旧〉と表記する。
- 1957年（昭和32年）4月 - 恵那中学校の校区の西部（阿木川以西）を校区として、恵那市立恵那西中学校〈旧〉として開校。
- 1979年（昭和54年）4月 - 恵那西中学校、武並中学校、三郷中学校を統合し、新たに恵那市立恵那西中学校として開校。

## 通学区域[1]
- 武並町
- 三郷町
- 長島町（阿木川以西の地域）
- 大井町（天王山）

## 進学前小学校
- 長島小学校
- 恵那北小学校
- 三郷小学校